# Anna Maria della Pietà
Anna Maria della Pietà (c.1696-10 de agosto de 1782), fue una violinista, compositora y profesora italiana.

## Trayectoria
Se desconoce su fecha exacta de nacimiento, ya que Anna Maria era una huérfana recogida en el Ospedale della Pietà de Venecia. El orfanato se fundó con el objetivo de criar a niñas para que fueran útiles para la sociedad. Los bebés eran entregados a través de una abertura secreta apenas lo suficientemente grande para ellos, creada en 1696. La llamaron Anna Maria, aunque más tarde fue conocida como Anna Maria dal Violin o Anna Maria della Pietà. A los ocho años, su destreza musical llamó la atención de los directores de la escuela. El director musical de la escuela, Antonio Vivaldi, le enseñó a tocar el violín.        
Anna Maria, a su vez, enseñó a Chiara della Pietà y Santa della Pietà. Muchos de los conciertos compuestos por Vivaldi fueron escritos especialmente para ella. Permaneció en el orfanato toda su vida. Su música atraía a turistas que venían a escucharla tocar junto con la orquesta. Un poeta anónimo escribió que, cuando ella tocaba, innumerables ángeles se atrevían a revolotear cerca. En 1720, a la edad de 24 años, fue nombrada «Maestra» y en 1737 había alcanzado los puestos de liderazgo de maestra di violino y maestra di coro. También tocaba el violonchelo, el oboe, el laúd, la mandolina, el clavicordio y la viola de amor. Compuso música y actuó en público durante más de 60 años, falleciendo de fiebre y tos en Venecia el 10 de agosto de 1782.       